# Fluh (Allgäuer Alpen)
Die Fluh ist ein 1391 m ü. NHN hoher Berg des Kojen-Schichtkamms der Allgäuer Alpen. Sie liegt im Gebiet der Gemeinde Oberstaufen, für die sie beträchtliche kulturelle und wirtschaftliche Bedeutung hat.

## Geographie
Die Fluh ist der Hauptberg des Kojen-Schichtkamms und steht auch in seinem Zentrum. Sie wird auf ihren nordseitigen Hochebenen und moderaten Hängen von zahlreichen Dörfern, Weilern und Einzelanwesen ganzjährig besiedelt. Aus der Perspektive von Oberstaufen wirkt die Fluh trotz ihrer größeren Höhe weniger erhaben und dominant als der benachbarte Imbergkamms, weil dieser durch seine homogene Bewaldung einen einheitlichen Eindruck vermittelt.
Die Südflanke der Fluh ist regelmäßig und wenig zerfurcht. Die ursprünglichen Wälder sind zugunsten von Alpwirtschaften zum großen Teil gerodet. Das Gelände der Nordflanke hingegen ist aufgrund der geologischen Strukturierung weit unregelmäßiger und weist Hochebenen, Hügel und tiefe Tobel auf.
Die Ausmaße der Fluh sind erheblich. Allein in Deutschland beträgt ihre auf die Erdoberfläche projizierte Ausdehnung 16,3 km².
Siehe auch Geographie im Artikel Kojen-Schichtkamm.

## Geologie
Siehe jeweils Geologie in den Artikeln Kojen-Schichtkamm und Hochgratkette.

## Besiedelung
Die Fluh wird auf ihren nordseitigen Hochebenen und moderaten Hängen von den Weilern Hagspiel und Schindelberg, sowie vom Bergdorf Steibis und im Tal von Aach, Krebs, Steinebach und Höfen, sowie von zahlreichen Einzelanwesen besiedelt. Auf der Südflanke stehen einige Alpen.

## Wirtschaftliche Bedeutung

### Land- und Forstwirtschaft
Die Fluh ist fast vollständig mit Vegetation überzogen. Sichtbare Felsen und Ödland gibt es spärlich. Abgegangene Muren sind meist nach einer Dekade verwachsen. 
- Alpweiden auf der Südseite bis ins Tal und auf der Nordseite in höheren Lagen über 1.000 m.
- Viehweiden auf der Nordseite unter 1.000 m.
- Holzwirtschaft: Nordseite trägt große Waldgebiete und zwei Sägewerke in Weißach und Höfen

### Tourismus
- Skipisten mit zahlreichen Skiliften[3], Rodelbahnen
- Der Golfplatz in Steibis liegt trotz seiner visuellen Nähe zum Imbergkamm auf einem Ausläufer der Fluh. Andererseits erfüllt keine Graterhebung westlich der Fluh das Kriterium für einen eigenständigen Berg, so dass auch der Golfplatz in Riefensberg am Hang der Fluh liegt.
- Übernachtungsgästen stehen zahlreiche Kur-, Sport- und Wellness-Hotels, Pensionen, Alp- und Ski-Hütten in Steibis, Schindelberg und im Lanzenbachtal zur Verfügung.
- Aus dem Weißachtal ist eine Wanderung auf die Fluh eine beachtliche Tour mit einem Höhenunterschied von bis zu 800 Höhenmetern. Auf Grund der mäßigen öffentlichen Verkehrsmittel zwischen Weißach und Aach sind Rundtouren allerdings wenig attraktiv, so dass die Fluh meist von einer höheren Startlage (Steibis, Schindelberg, Hagspiel oder von der Lanzenbachsäge) aus begangen wird. Dabei bieten sich Rundtouren und Gratwanderungen an.[4]
- Zahlreiche Wander-, MTB- und Reitwege mit einer Vielzahl von unterschiedlichen Belägen decken ein beträchtliches Spektrum an Gästewünschen ab.